# قلعة رباح (الأندلس)

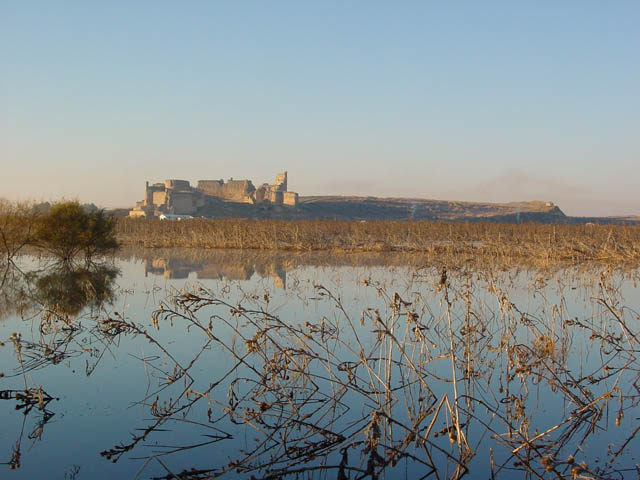
آثار قلعة رباح

قلعة رَبَاح (سميت نسبة إلى رباح، الأمير الذي حكمها في القرن الثامن الميلادي) مدينة أندلسية قديمة، تقع بين طليطلة وقرطبة.